# Ferenc Benkő
Ferenc Benkő (n. 4 ianuarie 1745, Târgu Lăpuș, România – d. 16 decembrie 1816, Aiud, Monarhia Habsburgică) a fost un pastor reformat și mineralog transilvănean, întemeietorul Muzeului de Științe Naturale din Aiud.

## Studiile
A studiat teologia și științele naturii la Universitatea din Jena și la Universitatea din Göttingen.

## Activitatea
După întoarcerea în Marele Principat al Transilvaniei a activat ca pastor la Biserica reformată din Sibiu.